# 格蒙德訥貝格山

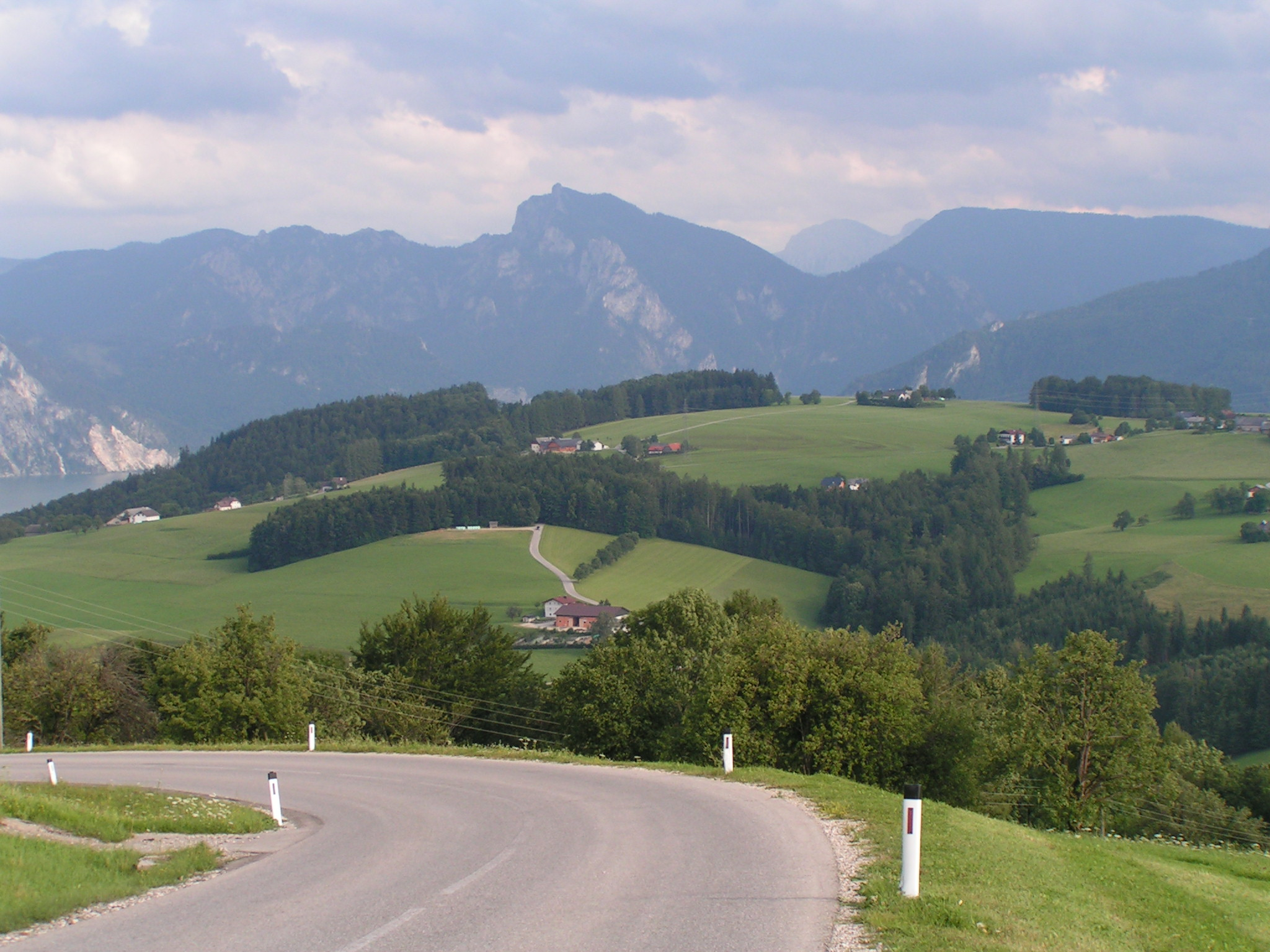

47°54′30″N 13°43′40″E / 47.90824°N 13.72774°E
格蒙德訥貝格山（德語：Gmundnerberg），是奧地利的山峰，位於該國北部，由上奧地利州負責管轄，屬於薩爾茲卡默古特山脈的一部分，海拔高度884米，每年平均降雨量1,801毫米。